# Silberne Halbkugel

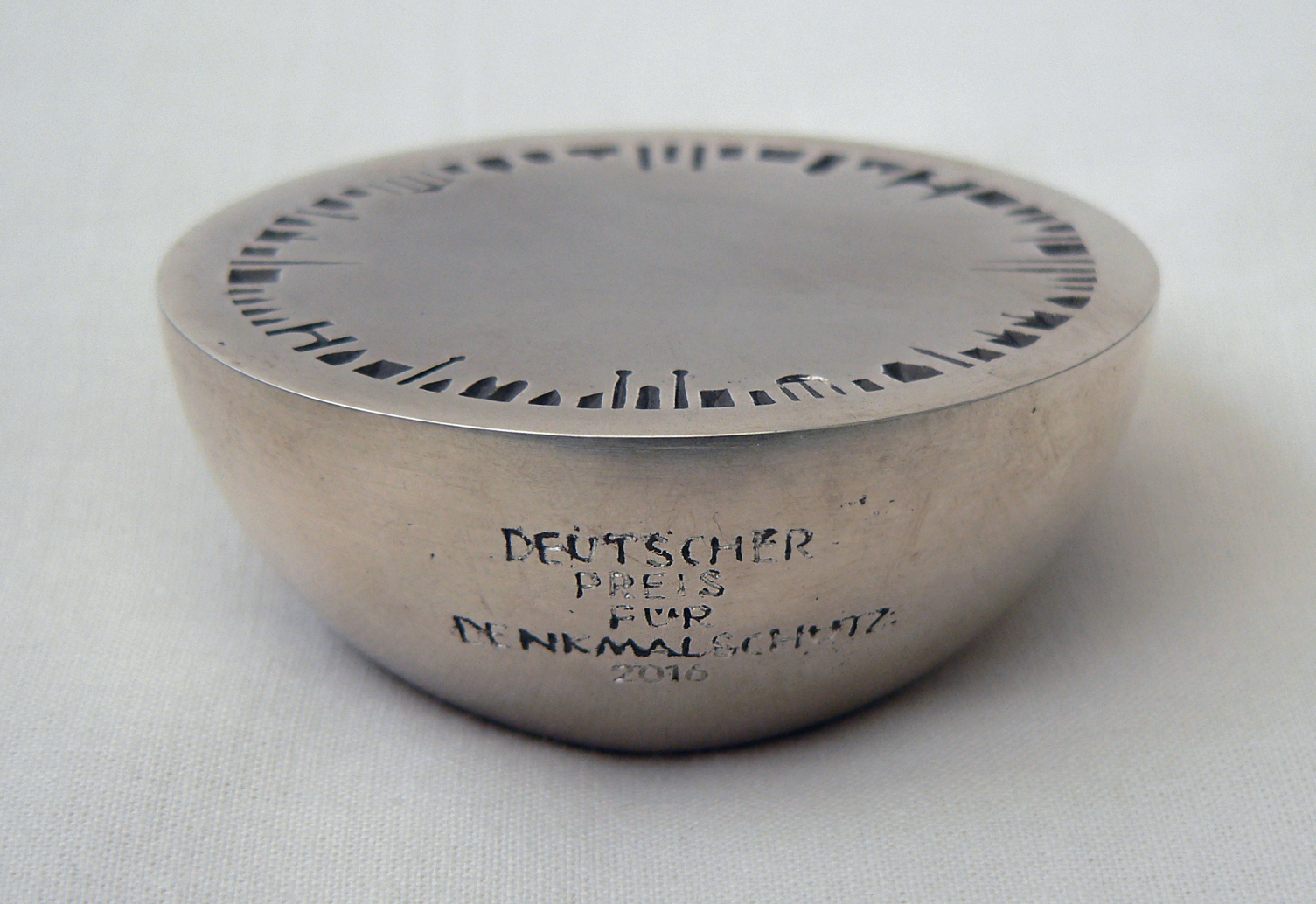
Silberne Halbkugel

Die Silbernen Halbkugeln werden seit 1979 als eine Kategorie des Deutschen Preises für Denkmalschutz jährlich vom Deutschen Nationalkomitee für Denkmalschutz (DNK) an Personen oder Personengruppen vergeben, die durch ihre Initiative einen wichtigen Beitrag zur Erhaltung und Rettung von Gebäuden, Ensembles, Altstadtkernen, Dörfern und archäologischen Denkmälern geleistet haben. Seit 2022 gibt es eine Silberne Halbkugel in der Kategorie Vermittlung.
Eine mehrfache Verleihung pro Jahr ist möglich.
Die massive Silberne Halbkugel von Fritz Koenig, Landshut, zeigt auf der Schnittfläche einen Kranz von leicht abstrahierten Baukörpern: Sakral- und Profanbauten bilden eine geschlossene Reihe und versinnbildlichen das umfassende Aufgabengebiet des Denkmalschutzes und der Denkmalpflege. Die Halbkugel selbst trägt ebenfalls die Aufschrift „Deutscher Preis für Denkmalschutz“ mit der jeweiligen Jahreszahl (Zitat DNK).
2023 wurde die Neugestaltung der Silbernen Halbkugel ausgelobt. Als Gewinner des Wettbewerbs ging der Silberschmied Carl Kankowsky von der Staatlichen Zeichenakademie Hanau hervor. Diese neue Halbkugel besteht aus mehreren, leicht voneinander getrennten „Scheiben“, die von einer schützenden Spange zusammengehalten werden. Dieses Design soll den Wunsch symbolisieren, Fragmente und beschädigte Objekte im Originalzustand zu bewahren und zu schützen, ohne deren Konservierung zu verstecken.